# Achille Vaarnold
Achille Vaarnold (Paramaribo, 26 januari 1996) is een voormalig Nederlands profvoetballer van Surinaamse komaf. Hij werd in 2010 opgenomen in de jeugdopleiding van AZ. Hij debuteerde hiervoor op 6 augustus 2015 in de  hoofdmacht, tijdens een wedstrijd in de voorrondes van de UEFA Europa League tegen Istanbul Başakşehir. Bij een 1-2 voorsprong verving hij in de 78ste minuut Dabney dos Santos. Vaarnold maakte vier dagen later ook zijn competitiedebuut in het eerste elftal van AZ. Hij kreeg tijdens de eerste speelronde van het seizoen 2015/16 een basisplaats in een met 0-3 verloren wedstrijd thuis tegen AFC Ajax. In 2017 tekende Vaarnold een eenjarig contract bij Almere City.

## Carrièrestatistieken
| Seizoen         | Club            | Land            | Competitie              | Competitie | Competitie | Beker | Beker | Internationaal | Internationaal | Overig | Overig | Totaal | Totaal |
| Seizoen         | Club            | Land            | Competitie              | Wed.       | Dlp.       | Wed.  | Dlp.  | Wed.           | Dlp.           | Wed.   | Dlp.   | Wed.   | Dlp.   |
| --------------- | --------------- | --------------- | ----------------------- | ---------- | ---------- | ----- | ----- | -------------- | -------------- | ------ | ------ | ------ | ------ |
| 2015/16         | AZ              | Nederland       | Eredivisie              | 1          | 0          | 0     | 0     | 1              | 0              | 0      | 0      | 2      | 0      |
| 2017/18         | Almere City FC  | Nederland       | Keuken Kampioen Divisie | 20         | 0          | 2     | 0     | 0              | 0              | 2      | 0      | 24     | 0      |
| Carrière totaal | Carrière totaal | Carrière totaal | Carrière totaal         | 21         | 0          | 2     | 0     | 1              | 0              | 0      | 0      | 26     | 0      |